# Hagai Segal
Hagai Segal, Chaggai Segal o Haggai Segal es un autor, periodista,  y terrorista convicto israelí.
En 1980, mientras formaba parte del grupo Jewish Underground, Segal planeó y colocó una bomba que hizo volar la pierna de un alcalde palestino. Cumplió una condena en prisión y más tarde escribió sobre sus experiencias en el libro Dear Brothers: The West Bank Jewish Underground (Queridos hermanos: La clandestinidad judía de Cisjordania). El cineasta Shai Gal estrenó un documental en 2017 sobre los complots y atentados terroristas que se produjeron.
Segal investigó durante 15 años la muerte de Yedidya Segal, miembro del Irgun, y escribió Rak Lo Milhemet Ahim (Sólo no la guerra civil), publicado por Shilo Barkats en hebreo (2009).
Uno de los hijos de Segal, Amit Segal, es reportero de noticias de televisión para el canal 12 (keshet) (canal de televisión israelí).